# Waziers
 Waziers  es una población y comuna francesa, en la región de Hauts-de-France, departamento de Norte, en el distrito de Douai y cantón de Douai-Nord.

## Demografía
| 10 507 | 11 149 | 10 251 | 9267 | 8824 | 7910 |
| Para los censos de 1962 a 1999 la población legal corresponde a la población sin duplicidades (Fuente: INSEE [Consultar]) |        |        |      |      |      |